# Lunatone
Lunatone és una de les espècies que apareixen a la franquícia Pokémon. És de tipus roca i tipus psíquic. Forma un duo amb Solrock, juntament amb el qual protagonitza els esdeveniments de l'equinocci de Pokémon Go.